# LD50
LD50 är ett mått som används inom medicinsk vetenskap för att ungefärligen ange hur giftig en substans är. LD50 är en förkortning av engelska lethal dose 50%, alltså "letal dos 50%". Värdet på LD50 för en specifik substans erhålls genom att i djurförsök utsätta olika grupper av försöksdjur för varierande doser av substansen, varpå en del av försöksdjuren dör. Ur sambandet mellan dos och dödlighet i förhållande till de enskilda försöksdjurens massa går det sedan att med hjälp av statistisk analys beräkna vilken dos som dödar 50% av försöksdjuren.
Vanligtvis fastställer man LD50 på råttor eller möss. Det är i allmänhet inte möjligt att utifrån dessa värden dra några helt korrekta slutsatser kring hur giftig en viss substans är för människan, men ju mer lik människan som arten av försöksdjur är – främst avseende på kroppsvikt och nära genetisk släktskap, som exempelvis primater – desto mer exakt blir värdet.
För gifter som förekommer i lösning använder man ibland måttet LC50, som står för lethal concentration 50%.

## LD50av några olika ämnen
- Etanol: 7,06 g/kg (råtta)[2]

- Nikotin: 50 mg/kg (råtta), 3 mg/kg (mus) och uppskattningsvis 0,5–1,0 mg/kg (människa)[3]
- Koffein: 192 mg/kg (råtta)[4]
- Botulinumtoxin: uppskattningsvis 1 ng/kg (människa)[5]

Samtliga värden gäller då ämnena intagits oralt.

## Giftskalan
Den dödliga dosen LD50 skiljer sig åt efter många storleksordningar. Indikationen för den negativa dekadiska logaritmen hos LD50 i kg per kg förenklar därför jämförelsen av de dödliga doserna.

Botulinumtoxin är en av de giftigaste kända substanserna med ett LD50 på 1 ng / kg (magnitud 12), medan den minst giftiga substansen vatten har ett LD50 på över 90 g / kg (magnitud 1). Det är en skillnad på 1 till 100 miljarder, eller 11 steg i magnitud. 